# Katarina Bulatović
Katarina Bulatović (* 15. November 1984 in Kragujevac, Jugoslawien) ist eine ehemalige montenegrinische Handballspielerin.

## Vereinskarriere
Bulatović spielte von 2001 bis 2005 bei ŽRK Knjaz Miloš und anschließend eine Saison für RK Lasta Belgrad, mit dem sie am EHF-Pokal teilnahm. Im Sommer 2006 verpflichtete sie der dänische Erstligist Slagelse DT. Mit Slagelse gewann sie 2007 die dänische Meisterschaft und die EHF Champions League 2006/07. Während der Saison 2007/08 wechselte die Rückraumspielerin zum montenegrinischen Verein ŽRK Budućnost Podgorica. Mit Budućnost gewann sie den Europapokal der Pokalsieger 2009/10 und die Champions League 2011/12, sowie 2009, 2010, 2011 und 2012 die Meisterschaft und den Pokal. Im Sommer 2012 schloss sie sich dem rumänischen Verein CS Oltchim Râmnicu Vâlcea an. Mit Oltchim gewann sie 2013 die rumänische Meisterschaft. Bulatović lief in der Saison 2013/14 für den ungarischen Verein Győri ETO KC auf, mit dem sie die Meisterschaft, den ungarischen Pokal sowie die Champions League 2013/14 gewann. Im Sommer 2014 kehrte sie zu ŽRK Budućnost Podgorica zurück. 2015 gewann sie zum vierten Mal die EHF Champions League. Weiterhin gewann sie 2015, 2016 und 2017 die Meisterschaft sowie den montenegrinischen Pokal. In der Saison 2017/18 stand Bulatović beim russischen Erstligisten GK Rostow am Don unter Vertrag, mit dem sie die russische Meisterschaft gewann. Anschließend kehrte sie zu ŽRK Budućnost Podgorica zurück. Mit Budućnost gewann sie 2019 die Meisterschaft sowie den montenegrinischen Pokal. Im Sommer 2019 wechselte sie erneut zu Győri ETO KC. Nach der Saison 2019/20 beendete sie ihre Karriere.

## Auswahlmannschaften
Bulatović gehörte dem Kader der montenegrinischen Nationalmannschaft an. Im Sommer 2012 nahm Bulatović mit Montenegro an den Olympischen Spielen in London teil, wo sie die Silbermedaille gewann.  Des Weiteren wurde sie in das All-Star-Team des Turniers gewählt und wurde mit 53 Treffern Torschützenkönigin. Im Viertelfinale verwandelte die Linkshänderin den spielentscheidenden Siebenmeter zum 23:22-Erfolg über Frankreich. Im Dezember 2012 gewann sie mit Montenegro den EM-Titel. Bei diesem Turnier wurde sie wiederum in das All-Star-Team gewählt und gewann mit 56 Treffern die Torjägerkrone. Weiterhin nahm sie an den Olympischen Spielen 2016 in Rio de Janeiro teil.

## Nach ihrer aktiven Karriere
Bulatović war ab Februar 2023 bei ŽRK Budućnost Podgorica als Sportdirektorin tätig.

## Privates
Nach ihrer aktiven Karriere wurde sie Sportdirektorin beim Olympischen Komitee Montenegros. Sie ist Mutter eines Sohnes.